# Suchopýr
Suchopýr (Eriophorum) je rod jednoděložných rostlin z čeledi šáchorovité (Cyperaceae).

## Popis
Jedná se o vytrvalé trsnaté nebo netrsnaté byliny s oddenky. Jsou jednodomé, převážně s oboupohlavnými květy. Lodyhy jsou trojhranné až téměř oblé. Listy jsou na bázi i na lodyze, jsou střídavé, přisedlé, s listovými pochvami. Lodyžní listy jsou často redukované na pochvy, čepele chybí. Čepele (pokud jsou vyvinuty) jsou nitkovité až čárkovité, se souběžnou žilnatinou. Květy jsou v květenstvích, v kláscích. Klásky jsou buď uspořádány do kuželu nebo je klásek jednotlivý. V květenství jsou listeny, dolní je nejdelší. Květy vyrůstají z paždí plev, spodní plevy v klásku mohou být sterilní (bez květu). Okvětí je přeměněno v zpravidla 10-25 štětin, které jsou později velmi dlouhé, mnohonásobně delší než nažka a tvoří chmýr. Tyčinky jsou 1-3, jsou volné. Gyneceum je složeno většinou ze 3 plodolistů, je synkarpní, blizny většinou 3, semeník je svrchní. Plodem je trojhranná nažka.

## Rozšíření ve světě
Je známo asi 25 druhů, rozšířených v chladné části mírného pásu a v chladném pásu celé severní polokoule.

## Rozšíření v Česku
V ČR rostou 4 druhy, všechno to jsou vlhkomilné slatiništní až rašeliništní druhy. Suchopýr pochvatý (Eriophorum vaginatum) je druh rašelinišť, jako jediný z suchopýrů rostoucích v ČR má jen jednotlivé klásky, najdeme ho hlavně v horách. Celkem běžným druhem slatinných luk a rašelinišť je suchopýr úzkolistý (Eriophorum angustifolium). Vzácnější a silně ohrožený (C2) je suchopýr širolistý (Eriophorum latifolium). Velmi vzácný a kriticky ohrožený (C1) je suchopýr štíhlý (Eriophorum gracile).

## Zástupci
- suchopýr pochvatý (Eriophorum vaginatum)
- suchopýr širolistý (Eriophorum latifolium)
- suchopýr štíhlý (Eriophorum gracile)
- suchopýr úzkolistý (Eriophorum angustifolium)